# 古浪人猴属
古浪人猴属（学名：Palaeohodites），是发现于中国始新世那读组地层的一类已灭绝的灵长类动物。古浪人猴属生活在大约3500万年前的始新世晚期，属于已灭绝的兔猴型下目，其在分类学上与现代狐猴和懒猴有关。古浪人猴属是猫型猴科的一员，该科主要生存于始新世和渐新世的亚洲。值得注意的是，古浪人猴属是猫型猴属的姐妹群，猫型猴属是更新世末人类到达北美洲之前已知存在于北美洲的年代最晚的灵长类动物。

## 分类学
古浪人猴属是一个单型属，目前仅包括模式种那读古浪人猴。古浪人猴属属于猫型猴科。猫型猴科的亲缘关系在历史上一直存在很大争议，之前的大多数研究都将其归入始镜猴科或侧膜兽科。最近的研究已经明确了猫型猴科属于兔猴型下目，这是基于它们保留的第二前臼齿的特征，其在始镜猴科或类人猿下目中不存在。
猫型猴科包括两个亚科：布提猴亚科（Bugtilemurinae，包含布提猴属和煤矿猴属以及猫型猴亚科（Ekgmoweschashalinae，包含古浪人猴属和猫型猴属）。猫人猴属也属于该科，但其相对于其他属和亚科的准确分类学地位仍未确定。

## 地史分布
古浪人猴属生存于始新世晚期的中国，比它的姐妹群猫型猴属的出现时间早了几百万年。其形态被描述为介于猫型猴属和更原始的亚洲猫型猴类之间，这表明猫型猴亚科起源于亚洲，而不是北美。这表明猫型猴属代表了来自南亚的移民血统，灵长类动物可以在低纬度地区避难，以躲避始新世-渐新世边界的全球降温，这场降温导致了北美灵长类的灭绝。

## 描述
尽管它是在20世纪90年代首次被发现的，但迄今为止发现的古浪人猴属标本很少，只有一些上颚和下颚的碎片。古浪人猴属与猫型猴属在牙齿上有许多相似之处，唯一的区别是古浪人猴属具有更宽的牙根间距。这两个属的牙釉质高度卷曲，这表明它们的饮食包括坚果和种子等硬质食物。 与猫型猴属不同，古浪人猴属的P2和P3两枚牙齿也更长更窄。古浪人猴属和猫型猴属的上臼齿（基于M2）有一个独特的特征，即在舌侧具有重复的原齿尖，这是支持这两种灵长类动物之间密切演化关系的最重要特征之一。古浪人猴属独特的上臼齿和下臼齿支持其以硬物为食的饮食习惯。

## 古环境学
古浪人猴属生存于始新世-渐新世分界线附近的广西百色盆地。百色盆地，更具体地说是发现古浪人猴属的那读组，是一个充满泥岩、砂岩和煤的岩石地形。兔猴型下目（包括古浪人猴属）生存于类似于现代马达加斯加的热带地区中。常绿阔叶树和落叶阔叶树在该地区分布广泛，也很容易靠近，为像古浪人猴属这样的树栖物种提供了丰富的食物和栖息地资源。
古浪人猴属生活在始新世-渐新世分界线之前，这一时期气候变化显著。与始新世-渐新世分界相关的温度急剧下降可能通过迅速改变环境，从而导致在北美和欧洲生活的兔猴型下目大规模灭绝。虽然这一降温事件对古浪人猴属的影响尚不确定，但它可能通过栖息在中国南方和邻近地区的温暖亚热带生态系统中在始新世-渐新世分界的气候恶化中幸存下来。